# Ban Bí thư Ban Chấp hành Trung ương Đảng Cộng sản Liên Xô khóa XXIV (1971–1976)
Ban Bí thư Ban Chấp hành Trung ương Đảng Cộng sản Liên Xô khóa XXIV (1971-1976) được bầu tại Hội nghị Trung ương lần thứ nhất của Ban chấp hành Trung ương Đảng Cộng sản Liên Xô khóa XXIV được tổ chức ngày 4/4/1971.

## Ủy viên
| Chân dung | Tên (sinh–mất)                              | Bắt đầu    | Kết thúc   | Chức vụ kiêm nhiệm | Thời gian       | Ghi chú |
| --------- | ------------------------------------------- | ---------- | ---------- | --- | --------------- | --- |
|           | Leonid Ilyich Brezhnev (1906–1982)          | 4/4/1971   | 5/3/1976   | Tổng bí thư Trung ương Đảng Cộng sản Liên Xô                                                                             | 4 năm, 336 ngày | Bầu Tổng Bí thư tại Hội nghị lần thứ 1                                                                                    |
|           | Pyotr Nilovich Demichev (1918–2000)         | 4/4/1971   | 14/12/1974 | Ủy viên Bộ Chính trị Đảng Cộng sản Liên Xô Bí thư Trung ương Đảng phụ trách văn hóa, lịch sử, tư tưởng                   | 3 năm, 254 ngày | Miễn nhiệm Bí thư Trung ương Đảng tại Hội nghị Trung ương Đảng Cộng sản Liên Xô lần thứ 8                                 |
|           | Vladimir Ivanovich Dolgikh (1924-2020)      | 18/12/1972 | 5/3/1976   | Bí thư Trung ương Đảng phụ trách Công nghiệp nặng                                                                        | 3 năm, 78 ngày  | Bầu Bí thư Trung ương Đảng tại Hội nghị Trung ương Đảng Cộng sản Liên Xô lần thứ 4                                        |
|           | Ivan Vasilievich Kapitonov (1915–2002)      | 4/4/1971   | 5/3/1976   | Trưởng ban Ban Tổ chức Trung ương Đảng Cộng sản Liên Xô                                                                  | 4 năm, 336 ngày | |
|           | Konstantin Fedorovich Katushev (1927–2010)  | 4/4/1971   | 5/3/1976   | Trưởng ban Ban Quan hệ với các Đảng Cộng sản và Công nhân của các nước Xã hội Chủ nghĩa Trung ương Đảng Cộng sản Liên Xô | 4 năm, 336 ngày | |
|           | Andrei Pavlovich Kirilenko (1906–1990)      | 4/4/1971   | 5/3/1976   | Ủy viên Bộ Chính trị Đảng Cộng sản Liên Xô Bí thư Trung ương Đảng phụ trách tổ chức                                      | 4 năm, 336 ngày | |
|           | Fyodor Davydovich Kulakov (1918–1978)       | 4/4/1971   | 5/3/1976   | Ủy viên Bộ Chính trị Đảng Cộng sản Liên Xô Trưởng ban Ban Nông nghiệp Trung ương Đảng Cộng sản Liên Xô                   | 4 năm, 336 ngày | |
|           | Boris Nikolayevich Ponomarev (1905–1995)    | 4/4/1971   | 5/3/1976   | Trưởng ban Ban Quốc tế Trung ương Đảng về đối ngoại với Đảng Cộng sản tại các nước tư bản Đảng Cộng sản Liên Xô          | 4 năm, 336 ngày | Bổ nhiệm làm Ủy viên dự khuyết Bộ Chính trị Đảng Cộng sản Liên Xô tại Hội nghị Trung ương Đảng Cộng sản Liên Xô lần thứ 3 |
|           | Mikhail Sergeyevich Solomentsev (1913–2008) | 4/4/1971   | 23/11/1971 | Trưởng ban Ban Công nghiệp nặng Trung ương Đảng Cộng sản Liên Xô                                                         | 233 ngày        | Miễn nhiệm Bí thư Trung ương Đảng tại Hội nghị Trung ương Đảng Cộng sản Liên Xô lần thứ 2                                 |
|           | Mikhail Andreyevich Suslov (1902–1982)      | 4/4/1971   | 5/3/1976   | Ủy viên Bộ Chính trị Đảng Cộng sản Liên Xô Phó Chủ tịch Đoàn Chủ tịch Xô viết Tối cao Liên Xô                            | 4 năm, 336 ngày | Bí thư thứ hai Ban Bí thư Trung ương Đảng Cộng sản Liên Xô (1966-1982)                                                    |
|           | Dmitriy Fyodorovich Ustinov (1908–1984)     | 4/4/1971   | 5/3/1976   | Ủy viên dự khuyết Bộ Chính trị Đảng Cộng sản Liên Xô                                                                     | 4 năm, 336 ngày | |